# Richard Wagner írásainak listája

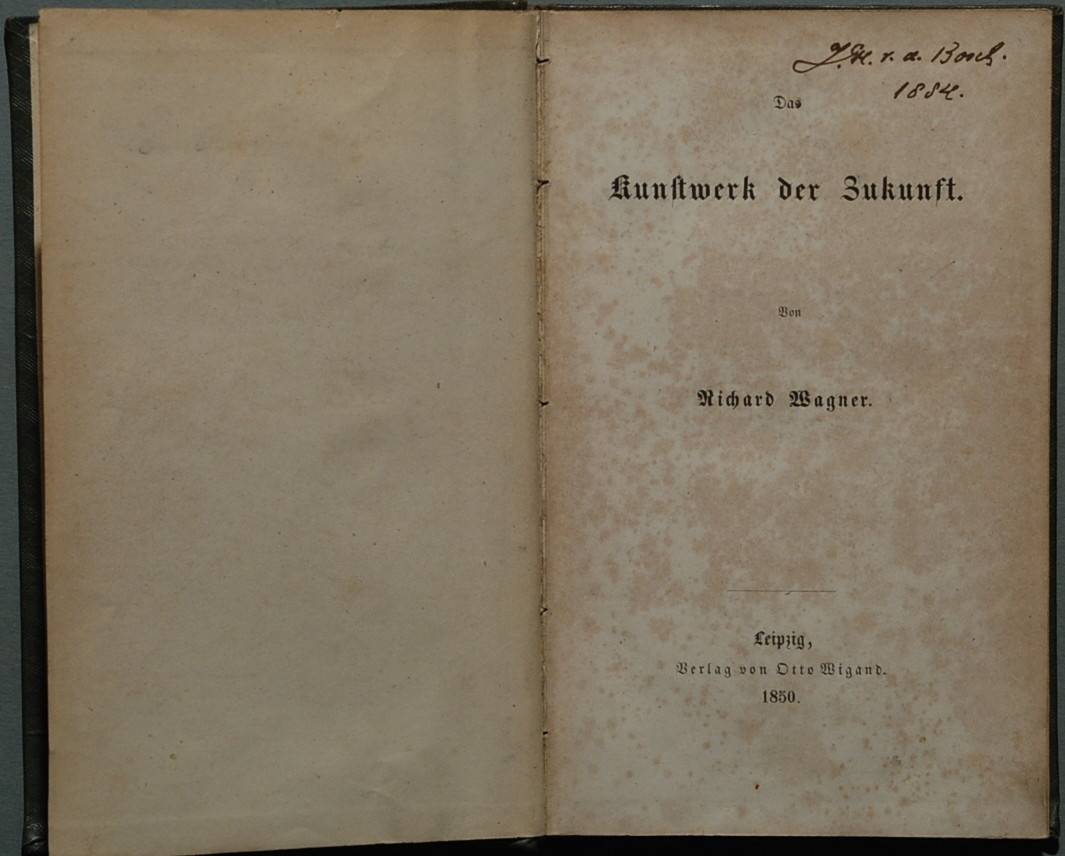
A Das Kunstwerk der Zukunft 1850-es kiadásának borítója

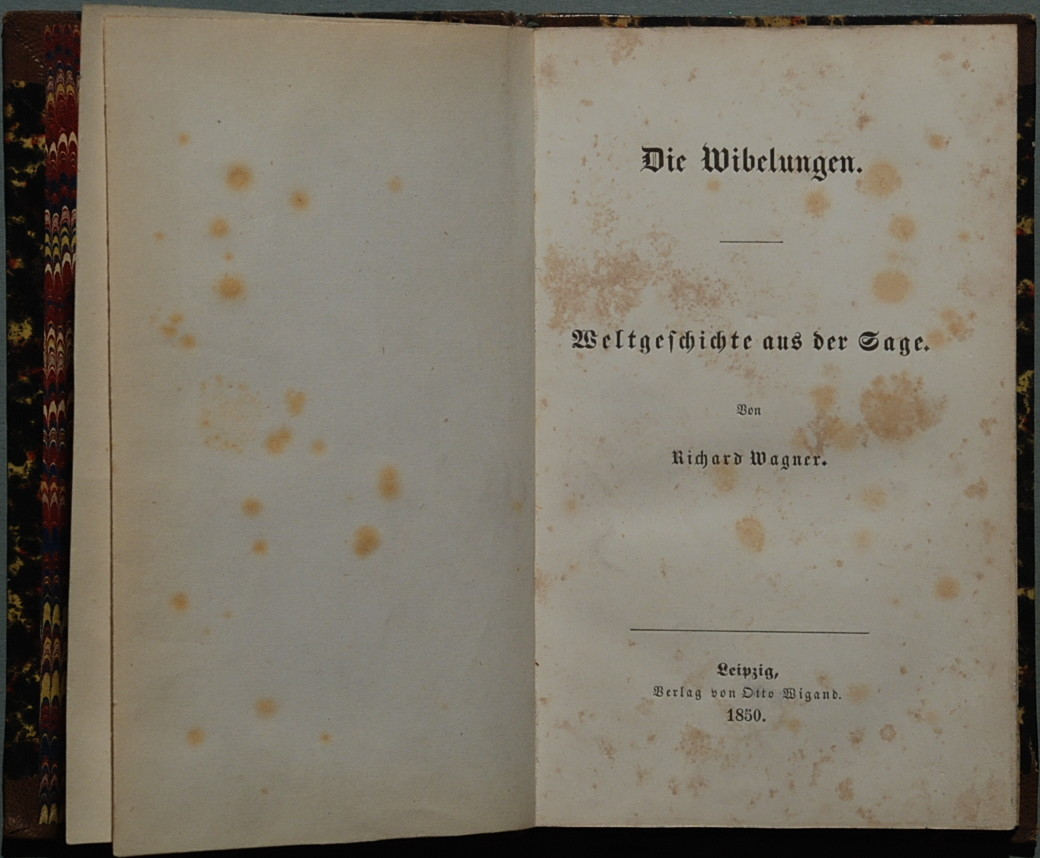
A Die Wibelungen első kiadásának borítója

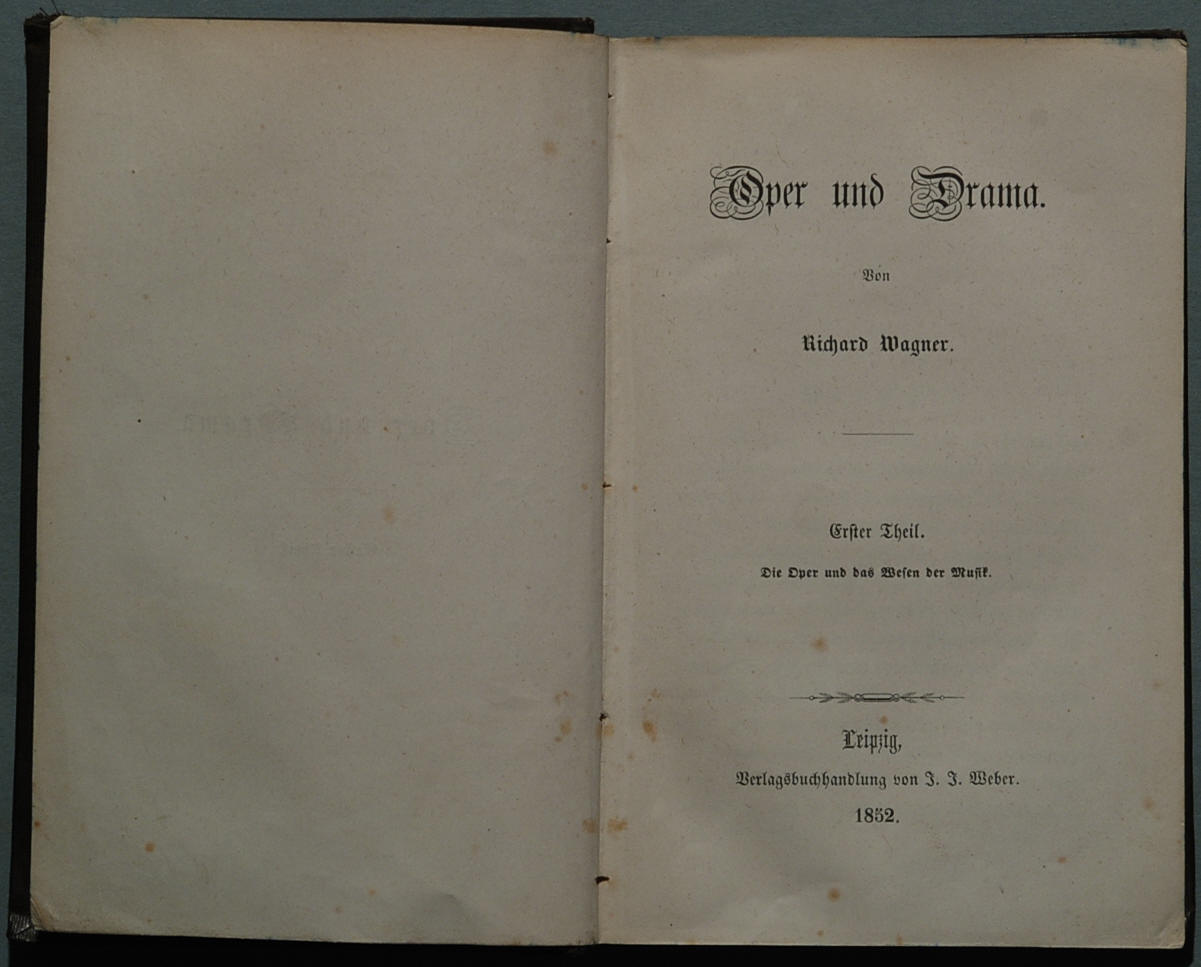
Az Opern und Drama első kiadásának borítója

Ez a lista Richard Wagner írásait tartalmazza. A lista nem teljes, ugyanis Wagner számos cikke feledésbe merült újságokban és folyóiratokban jelent meg, amelyekhez ma nehéz hozzájutni. Sok esszéjét, kritikáját és előadását névtelenül vagy álnéven publikálta.
1. Die deutsche Oper (A német opera), 1834
2. Pasticcio, 1834
3. Eine Kritik aus Magdeburg, 1835
4. Aus Magdeburg, 1836
5. Das Liebesverbot: Bericht über eine erste Opernaufführung, 1836
6. Bellinis Norma, 1837
7. Zwei Zeitungs-Anzeigen aus Riga [I, Theateranzeige; II, Konzertanzeige], 1837, 1839
8. Der dramatische Gesang, 1837 [?]
9. Bellini. Ein Wort zu seiner Zeit, 1837
10. Über Meyerbeers Hugenotten, 71840
11. Eine Pilgerfahrt zu Beethoven (Zarándoklás Beethovenhez), novella, 1840
12. Über deutsche Musik, 1840
13. Der Virtuos und der Künstler 1840
14. Stabat mater de Pergolése par Lvoff, 1840
15. Über die Ouvertüre, 1840-41
16. Pariser Amüsements, 1841
17. Pariser Fatalitäten für Deutsche, 1841
18. Der Freischütz: an das Pariser Publikum, 1841
19. Le Freischütz in Paris: Bericht nach Deutschland, 1841
20. Rossini's Stabat mater, 1841
21. Der Künstler und die Öffentlichkeit, 1841
22. 9 párizsi beszámoló a Dresdener Abendzeitungtmk, 1841
23. Ein Ende in Paris (Halál Párizsban), novella, 1841
24. Ein glücklicher Abend (Boldog este), novella, 1841
25. Halévy und die französische Oper, 1842
26. La reine de Chypre d'Halévy, 1842
27. Bericht über eine neue Oper [Halévy: La reine de Chypre], 1842
28. Autobiographische Skizze (Önéletrajzi vázlat), 1842-3
29. Ein Pariser Bericht für Róbert Schumanns Neue Zeitschrift für Musik, 1842
30. Das Oratorium Paulus von Mendelssohn Bartholdy, 1843
31. Zwei Erklärungen über die Verdeutschung des Textes Les deux grenadiers [I, Verwahrung; II, Erklärung], 1843
32. Zwei Schreiben an die Dresdener Liedertafel [I, Aufruf; II, Niederlegung der Leitung], 1843
33. Bericht über die Heimbringung der sterblichen Überreste Karl Maria von Weber's aus London nach Dresden, 1844
34. Rede an Weber's letzter Ruhestätte, 1844
35. Die Königliche Kapelle betreffend, 1846
36. Zu Beethoven's Neunter Symphonie, 1846
37. Bericht über die Aufführung der neunten Symphonie von Beethoven ím Jahre 1846 in Dresden, 1846
38. Künstler und Kritiker, mit Bezug auf einen besonderen Fall, 1846
39. Eine Rede auf Friedrich Schneider, 1846
40. Programm zur 9. Symphonie von Beethoven, 1846
41. Wie verhalten sich republikanische Bestrebungen dem Königthume gegenüber?, 1848
42. Trinkspruch am Gedenktage des 300jährigen Bestehens der königlichen musikalischen Kapelle in Dresden, 1848
43. Deutschland und seine Fürsten, 1848
44. Der Nibelungen-Mythus als Entwurf zu einem Drama (A Nibelung-mítosz mint drámavázlat), 1848
45. Entwurf zur Organisation eines deutschen Nationaltheaters für das Königreich Sachsen, 1848
46. Zwei Schreiben aus dem Jahre 1848 [I, Franz Wigandnak; II, Lüttichaunak], 1848
47. Vier Zeitungs-Erklärungen [I és II a Dresdener Anzeigeben; III a párizsi Europe artiste-ből, IV az Ostdeutsche Postból], 1848-1861
48. Die Wibelungen: Weltgeschichte aus der Sage, 1849
49. Über Eduard Devrient's Geschichte der deutschen Schauspielkunst, 1849
50. Theater-Reform, 1849
51. Nochmals Theater-Reform, 1849
52. Der Mensch und die bestehende Gesellschaft, 1849
53. Die Revolution, 1849
54. Die Kunst und die Revolution (Művészet és forradalom), 1849
55. Das Kunstwerk der Zukunft (A jövő műalkotása), 1849
56. Das Künstlertum der Zukunft [Jegyzetek egy tervezett tanulmányhoz], 1849
57. Zu Die Kunst und die Revolution, 1849
58. Entwürfe, Gedanken und Fragmente aus der Zeit der grossen Kunstschriften, 1849-51
59. Kunst und Klima, 1850
60. Das Judentum in der Musik (A zsidóság a zenében), 1850, rev. 1869
61. Das Kunstwerk der Zukunft: Widmung an L. Feuerbach, 1850
62. Eine Skizze zu Oper und Drama [levél Uhlignak], 1850
63. Über die musikalische Direktion der Züricher Oper, 1850
64. Vorwort zu der 1850 beabsichtigten Veröffentlichung des Entwurfs von 1848 Zur Organisation eines Deutschen Nationaltheatersfür das Königreich Sachsen, 1850
65. Vorwort zu einer beabsichtigten Herausgabe von Siegfrieds Tod, 1850
66. Oper und Drama (Opera és dráma), 1851, rev. 1868
67. Fin Theater in Zürich, 1851
68. Über die "Goethestiftung": Brief an Franz Liszt, 1851
69. Eine Mitteilung an meine Freunde (Közlemény barátaimhoz), 1851
70. Erinnerungen an Spontini, 1851
71. Über die musikalische Berichterstattung in der Eidgenössischen Zeitung, 1851
72. Zur Empfehlung Gottfried Sempers, 1851
73. Über musikalische Kritik: Brief an den Herausgeber der Neuen Zeitschrift für Musik, 1852
74. Über die Aufführung des Tannhäuser: eine Mitteilung an die Dirigenten und Darsteller dieser Oper, 1852
75. Bemerkungen zur Aufführung der Oper Der fliegende Hollander, 1852
76. Beethoven's Heroische Symphonie, 1852 [program-magyarázat]
77. Ouvertüre zu Koriolan, 1852 [program-magyarázat]
78. Ouvertüre zu Tannhäuser, 1852 [program-magyarázat]
79. Vieuxtemps, 1852
80. Wilhehn Baumgartners Lieder, 1852
81. Zum musikalischen Vortrag der 7anniversär-Ouvertüre [levél G. Schmidthez], 1852
82. Zum Vortrag Beethovens [levél Uhlighoz], 1852
83. Tannhäuser,  Einzug der Gäste auf Wartburg, 1853 [program-magyarázat]
84. Vorspiel zu Lohengrin, 1853 [program-magyarázat]
85. Lohengrin, I: Mannerszene und Brautzug, II: Hochzeitmusik und Brautlied, 1853 [program-magyarázat]
86. Ouvertüre zum Fliegenden Hollander, 1853, [program-magyarázat]
87. Über die programmatischen Erklarungen zu den Konzerten im Mai 1853 [bevezető megjegyzések], 1853
88. Vorlesung der Dichtung des Ring des Nibelungen [meghívó], 1853
89. Vorwort zum ersten Druck des Ring des Nibelungen, 1853
90. Beethovens's Cis moll-Quartett, 1854 [program-magyarázat]
91. Gluck's Ouvertüre zu Iphigénie in Aulis, 1854
92. Empfehlung einer Streichquartett-Vereinigung, 1854
93. Dante - Schopenhauer [levél Liszthez], 1855
94. Über die Leitung einer Mozart-Feier, 1856
95. Über Franz Liszts symphonische Dichtungen: Brief an Marie zu Wittgenstein, 1857
96. Entwurf eines Amnestiegesuches an den Sächsischen Justizminister Behr, 1858
97. Metaphysik der Geschlechtsliebe, 1858
98. Tristan und Isolde: Vorspiel, 1859 [program-magyarázat]
99. Nachruf an L. Spohr und Chordirektor W. Fischer: brieflich an einen älteren Freund in Dresden, 1860
100. Ein Brief an Hector Berlioz, 1860
101. „Zukunftsmusik" („A jövő zenéje"):  an einen französischen Freund (F. Villot) als Vorwort zu einer Prosa-Übersetzung meiner Operndichtungen, 1860
102. Bericht über die Aufführung des Tannhäuser in Paris, 1861
103. Vom Wiener Hofoperntheater, 1861
104. Grafin Egmont, Rota balettje [álnéven kiadott kritika az Österreichische Zeitung 1861. okt. 8-i számában], 1861
105. Vorwort zur Herausgabe der Dichtung des Bühnenfestspieles Der Ring des Nibelungen, 1862
106. Drei Schreiben an die Direktion der Philharmonischen Gesellschaft in St Petersburg, 1862-1866
107. Das Wiener Hofoperntheater, 1863
108. Tristan und Isolde# Vorspiel und Schluss, 1863 [program-magyarázat]
109. Die Meistersinger von Nürnberg: Vorspiel, 1863 [program-magyarázat]
110. Über Staat und Religion, 1864
111. Die Walküre, I: Siegmunds Liebesgesang, II: Der Ritt der Walküren, III: Wotans Abschied und Feuerzauber, 1864 [program-magyarázat]
112. Zur Erwiderung des Aufsatzes Richard Wagner und die öffentliche Meinung [O. von Redwitz], 1865
113. Bericht an Seine Majestät den König Ludwig II. von Bayern über eine in München zu errichtende deutsche Musikschule, 1865
114. Ansprache an das Hoforchester in München von der Hauptprobe zu Tristan, 1865
115. Dankschreiben an das Münchener Hoforchester, 1865
116. Ein Artikel der Münchener Neuesten Nachrichten vom 29 November 1865
117. Einladung zur erster Aufführung von Tristan un Isolde [levél F. Uhlhoz], 1865
118. Was ist deutsch?, 1865-78
119. Das braune Buch: Tagebuchaufzeichnungen 1865-82 (A barnakönyv)
120. Zwei Erklarungen im Bemer Bund, 1866
121. Censuren: I: W. H. Riehl Neues Novellenbuch, 1867
122. Censuren: F. Hiller: Aus dem Tonieben unserer Zeit, 1867
123. Deutsche Kunst und deutsche Politik (Német művészet - német politika), 1867
124. Zum Andante der Es dur-Symphonie von Mozart [levél Bülowhoz], 1868
125. Meine Erinnemngen an Ludwig Schnorr von Carolsfeld, 1868
126. Zur Widmung der II. Auflage von Oper und Drama [közr. C. Frantz], 1868
127. Censuren. III: Eine Erinnerung an Rossini, 1868
128. Das Münchener Hoftheater: zur Berichtigung, 1869
129. Über das Dirigieren (A vezénylésről), 1869
130. Censuren, IV: E. Devrient# Meine Erinnemngen an Felix Mendelssohn Bartholdy, 1869
131. Censuren, V: Aufklärungen über Das Judentum in der Musik: an Frau Marie Muchanoff, geb. Gräfin Nesselrode, 1869
132. Persönliches: warum ich den zahllosen Angriffen auf mich und meine Kunstansichten nichts erwidere, 1869
133. Die Meistersinger von Nürnberg: Vorspiel zum 3. Akt, 1869 [program-magyarázat]
134. Fragment eines Aufsatzes über Hector Berlioz, 1869
135. Gedanken über die Bedeutung der deutschen Kunst für das Ausland, 1869
136. Zum Judentum in der Musik [levél Tausighoz], 1869
137. Vier Erklärungen aus den Signalen für die musikalische Welt [I, Hans von Bülow; II, Rienzi Párizsban; III, Beethoven-ünnepségek Bécsben; IV Wagner levele Napóleonhoz], 1869-71
138. Fünf Schreiben über das Verhältnis der Kunst Richard Wagners zum Ausland [I, Judith Gautier-hez; II, Champfleury-hez; III, az American Review kiadójához; IV, Gabriel Monod professzorhoz; v, Bagnara hercegéhez], 1869-80
139. Beethoven, 1870
140. An den Wiener Hofkapellmeister Heinrich Esser, 1870
141. Ein nicht veröffentlichter Schluss der Schrift Beethoven, 1870
142. Offener Brief an Dr. phil. Friedrich Stade, 1870
143. Über die Bestimmung der Oper, 1871
144. Vorwort zur Gesamtherausgabe, 1871 [a Gesammelte Schriften und Dichtungen előszava]
145. Erinnerungen an Auber, 1871
146. Epilogischer Bericht über die Umstände und Schicksale, welche die Ausführung des Bühnenfestspieles Der Ring des Nibelungen bis zur Veröffentlichung der Dichtung desselben begleiteten, 1871
147. Brief an einen italienischen Freund [Boito] über die Aufführung des Lohengrin in Bologna, 1871
148. An den Vorstand des Wagner-Vereins, Berlin 1871
149. Ankündigung der Festspiele, 1871
150. Aufforderung zur Erwerbung von Patronatscheinen, 1871
151. Eine Mitteilung an die deutschen Wagner-Vereine, 1871
152. Über die Wagner-Vereine [levél von Loen weimari intendánshoz], 1871
153. Vorwort zu GS 3/4, 1871
154. Censuren: Vorbericht, 1872
155. An Friedrich Nietzsche, 1872
156. Über Schauspieler und Sänger, 1872
157. Schreiben an den Bürgermeister von Bologna, 1872
158. Brief über das Schauspielerwesen an einen Schauspieler, 1872
159. Ein Einblick in das heutige deutsche Opernwesen, 1872
160. Über die Benennung "Musikdrama" (A „zenedráma" elnevezésről), 1872
161. Ankündigung der Aufführung der 9. Symphonie für den 22. Mai 1872
162. Ankündigung für den 22. Mai 1872 [alapkőletétel Bayreuthban]
163. Dank an die Bürger von Bayreuth, 1872
164. Vorwort zu GS 5/6, 1872
165. Zirkular an die Patrone über ihre Anwesenheit bei der Grundsteinlegung, 1872
166. Zwei Erklärungen in der Augsburger Allgemeinen Zeitung über die Oper Theodor Korner von Wendelin Weissheimer, 1872
167. Zwei Berichtigungen im Musikalischen Wochenblatt [I, a berlini Akadémiai Wagner Társaság 2. jelentése, II, Brockhaus Konversationslexikon], 1872-3
168. Einleitung zu einer Vorlesung der Götterdámmerung vor einem auserwählten Zuhörerkreise in Berlin, 1873
169. Zum Vortrag der neunten Symphonie Beethovens, 1873
170. Schlussbericht über die Umstände und Schicksale, welche die Ausführung des Bühnenfestspieles Der Ring des Nibelungen bis zur Gründung von Wagner-Vereinen begleiteten, 1873
171. Das Bühnenfestspielhaus zu Bayreuth; nebst einem Bericht über die Grundsteinlegung desselben, 1873
172. An die Patrone der Bühnenfestspiele in Bayreuth, 1873
173. Mein Leben (Életem), 1865-75
174. Über eine Opernaufführung in Leipzig# Brief an den Herausgeber des Musikalischen Wochenblattes, 1874
175. Zwei Erklärungen (I, Notgedrungene Erklärung; II, Die "Presse" zu den "Proben"), 1874, 1875
176. Götterdämmerung, I: Vorspiel; II: Hagens Wacht; III: Siegfrieds Tod; IV: Schluss des letzten Aktes, 1875 [program-magyarázat]
177. Einladungsschreiben an die Sänger für Proben und Aufführungen des Bühnenfestspiels Der Ring des Nibelungen, 1875
178. An die geehrten Patrone der Bühnenfestspiele von 1876, 1876
179. Abschiedswort an die Künstler (zum ersten Festspiel), 1876
180. An die Künstler (zum ersten Festspiel), 1876
181. An die Orchestermitglieder (zum ersten Festspiel), 1876
182. Ankündigung der Festspiele für 1876
183. Ansprache nach Schluss der Götterdammerung, 1876
184. Letzte Bitte an meine lieben Genossen. Letzter Wunsch (zum ersten Festspiel), 1876
185. Über Bewerbungen zu den Festspielen, 1876
186. Über den Gebrauch des Textbuches, 1876
187. Über den Hervorruf (zum ersten Festspiel), 1876
188. An die geehrten Vorstände der Richard Wagner vereine, 1877
189. Entwurf, veröffentlicht mit den Statuten des Patronatvereines, 1877
190. Ansprache an die Abgesandten des Bayreuther Patronats, 1877
191. Ankündigung der Aufführung des Parsifal, 1877
192. Zur Einführung [a Bayreuther Blätter 1. számához], 1878
193. Modern, 1878
194. Publikum und Popularität, 1878
195. Ein Rückblick auf die Bühnenfestspiele des Jahres 1876, 1878
196. Ein Wort zur Einführung der Arbeit Hans von Wolzogens Über Verrottung und Errettung der deutschen Sprache, 1879
197. Erklärung an die Mitglieder des Patronatvereines, 1879
198. Zur Einführung in das Jahr 1880, 1879
199. Wollen wir hoffen?, 1879
200. Über das Dichten und Komponieren (Költészetről és zeneszerzésről), 1879
201. Über das Opern-Dichten und Komponieren im Besonderen (Operaszövegírásról és operaszerzésről), 1879
202. Über die Anwendung der Musik auf das Drama, 1879
203. Offenes Schreiben an Herrn Ernst von Weber, Verfasser der Schrift Die Folterkammern der Wissenschaft, 1879
204. Religion und Kunst (Vallás és művészet), 1880
205. "Was nützt diese Erkenntnis?": ein Nachtrag zu Religion und Kunst, 1880
206. Zur Mitteilung an die geehrten Patrone der Bühnenfestspiele in Bayreuth, 1880
207. An König Ludwig II. über die Aufführung des Parsifal, 1880
208. Zur Einführung der Arbeit des Grafen Gobineau Ein Urteil über die jetzige Weltlage, 1881
209. Ausführungen zu Religion und Kunst: "Erkenne dich selbst"; Heldentum und Christentum, 1881
210. Brief an H. v. Wolzogen, 1882
211. Offenes Schreiben an Herrn Friedrich Schön in Worms, 1882
212. Das Bühnenweihfestspiel in Bayreuth 1882, 1882
213. Bericht über die Wiederaufführung eines Jugendwerkes: an den Heraüsgeber der Musikalischen Wochenblattes, 1882
214. Parsifal# Vorspiel, 1882 [program-magyarázat]
215. Danksagung an die Bayreuther Bürgerschaft, 1882
216. An die geehrten Vorstände der noch bestehenden lokalen Wagner-Vereine, 1882
217. Brief an H. v. Stein, 1883
218. Über das Weibliche im Menschlichen (A nőiségről az emberiségben), 1883, befejezetlen
219. Metaphysik, Kunst und Religion, Moral, Christentum [aforizmák]